# Iván Menczel
Iván Menczel (Karancsalja, 14 de diciembre de 1941 – 26 de noviembre de 2011) fue un futbolista húngaro, que ocupaba la posición de centrocampista y que fue oro olímpico. Menczel ganó el título en los Juegos Olímpicos de México 1968. También formó parte de la selección húngara que participó en la Copa del Mundo de 1962.

## Logros

### Club
- Copa Mitropa: 1969/1970

### Selección nacional
- Fútbol en los Juegos Olímpicos

- : 1

1968